# Élections générales maltaises de 1976
Les élections générales maltaises de 1976 (en anglais : Maltese general election, 1976) permettent d'élire les députés de la seizième législature de la Chambre des députés, pour un mandat de cinq ans.

## Système électoral
Depuis l'indépendance du pays en 1964, la Chambre des représentants est le parlement monocaméral de Malte. À partir de 1976, elle est composée de 65 sièges. Ses membres sont élus pour un mandat de cinq ans au vote unique transférable dans treize circonscriptions de cinq sièges chacune. Aucun seuil électoral n'est requis pour entrer au parlement.

## Résultats
| Parti politique             | Siège de député |
| --------------------------- | --------------- |
| Parti travailliste de Malte | 34              |
| Parti nationaliste          | 31              |